# The Westerner
The Westerner (en Argentina, El caballero del desierto; en España, El forastero) es una película estadounidense de 1940 con guion de Niven Busch, Stuart N. Lake y Jo Swerling. Fue dirigida por William Wyler, y contó con los actores Gary Cooper y Walter Brennan.

## Sinopsis
Cole Harden (Gary Cooper) es acusado de robar un caballo, y se salva de ser ahorcado porque conoce a una famosa actriz admirada por los habitantes del pueblo.

## Producción
Cuando Gary Cooper se enteró de que Walter Brennan daría vida al legendario juez Roy Bean pensó que a él le tocaría hacer de secundario pero Goldwyn le aseguró que su papel sería protagonista.
Aun así Cooper no estaba muy convencido y le envió una carta protestando. Inesperadamente Cooper y Brennan tuvieron mucha química e hicieron juntos un total de seis películas: The Cowboy and the Lady (1938), The Westerner (1940), Meet John Doe (1940), Sergeant York (1941), El orgullo de los Yanquis (1942), and Task Force (1949).

## Reparto
- Gary Cooper: Cole Harden.
- Walter Brennan: Roy Bean.
- Doris Davenport: Jane Ellen Mathews.
- Fred Stone: Caliphet Mathews.
- Forrest Tucker: Wade Harper.
- Paul Hurst: Chickenfoot.
- Chill Wills: Southeast.
- Lilian Bond: Lily Langtry.
- Dana Andrews: Hod Johnson.
- Charles Halton: Mort Borrow.
- Trevor Bardette: Shad Wilkins.
- Tom Tyler: King Evans.
- Lucien Littlefield: el forastero.